# Lange Meil
Lange Meil (oftmals auch nur Meil) ist die regionale Bezeichnung für einen heute 6,5 Kilometer langen Abschnitt der Bundesstraße 49 zwischen der Abfahrt Obertiefenbach-West und der Anschlussstelle Limburg-Nord der Bundesautobahn 3.

## Geschichte
Ursprünglich bezeichnete „Lange Meil“ die Altstraße, die von Limburg bis kurz hinter Steinbach führte und sich dort in einen Zweig nach Herborn und Dillenburg sowie einen weiteren nach Rennerod und Siegen gabelte. Bei Ahlbach stand ein Zollhaus. Da die Strecke ziemlich genau eine preußische Meile (7532,50 Meter) lang war und keine Ortschaft berührte, prägten die Fußgänger des 19. Jahrhunderts den Namen Lange Meil, der sich trotz der geänderten Nutzung bis heute erhalten hat.
Bei Baumaßnahmen wurde im Jahr 1816 der Verlauf der „Meil“ auf die heutige Straßenführung der B 49 zwischen Limburg und Obertiefenbach umgelegt. Der alte Name der Straße von Limburg über Ahlbach nach Steinbach ist auf die Bundesstraßen-Trasse Limburg – Ahlbach – Obertiefenbach übergegangen.

## Lange Meil heute
Die heutige Lange Meil weist nur bei Ahlbach eine leichte Biegung auf und verläuft ansonsten in beiden Teilstücken vollkommen geradlinig. Das nördliche Teilstück von der Kurve bis Obertiefenbach wurde dabei auf die Spitze des Kirchturms der Pfarrkirche St. Ägidius ausgerichtet.
Die Strecke ist ab September 2007 vollständig autobahnähnlich ausgebaut, mit baulich getrennten Richtungsfahrbahnen und zwei Fahrstreifen pro Fahrtrichtung. Seit Juli 2025 ist die Strecke als Schnellstraße klassifiziert. Kurz vor Ahlbach gilt ein Tempolimit von 120 km/h, das im Bereich der Autobahnanschlussstelle weiterhin auf 70 km/h reduziert wird. Die letzten drei Kilometer haben in Richtung Limburg ein stetiges Gefälle.
Von Ahlbach bis Limburg wird die Strecke von der Bundesstraße 54 mitgenutzt.

## Bilder

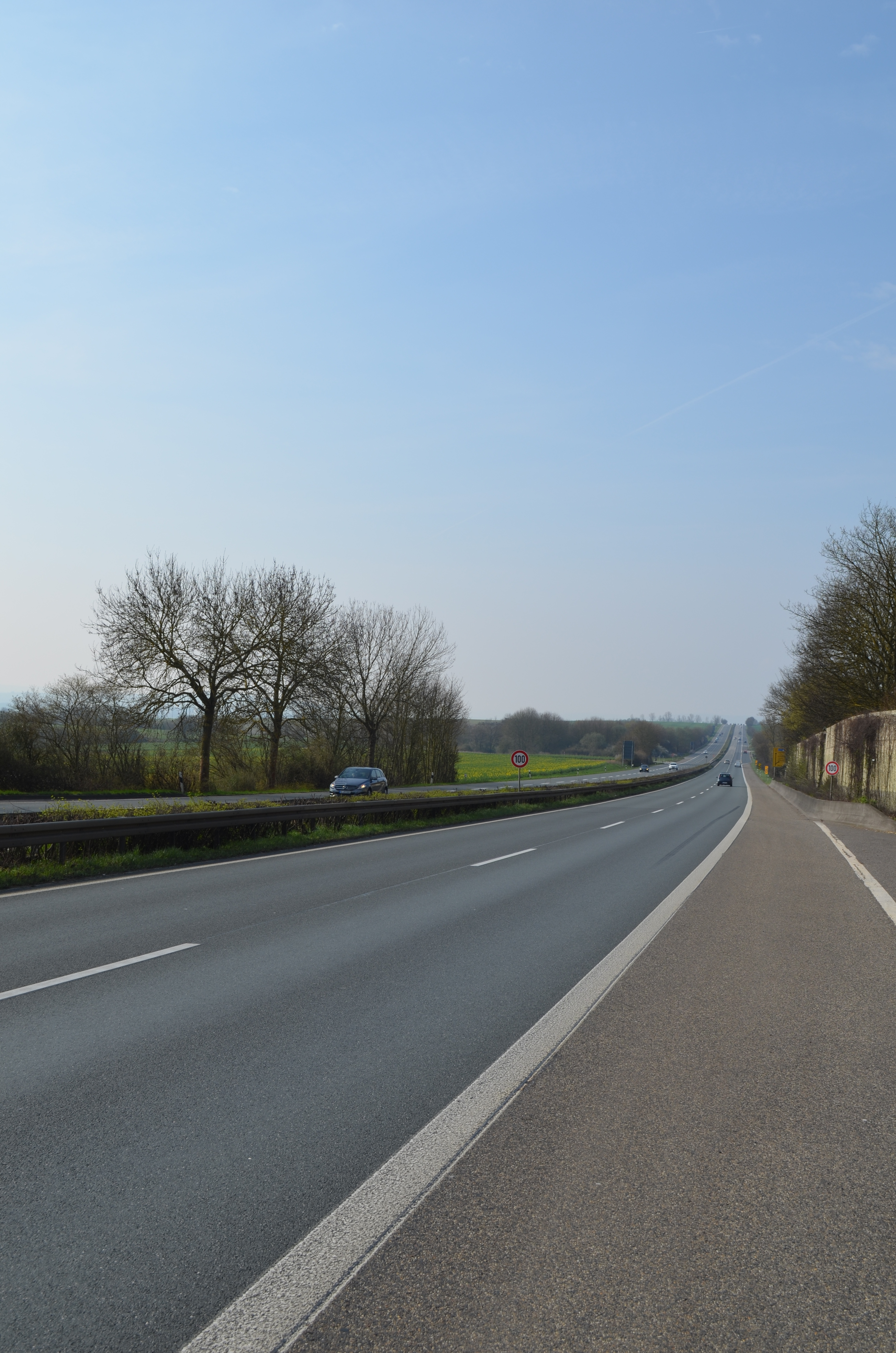
Lange Meil, Richtung Limburg (von Ahlbach gesehen)
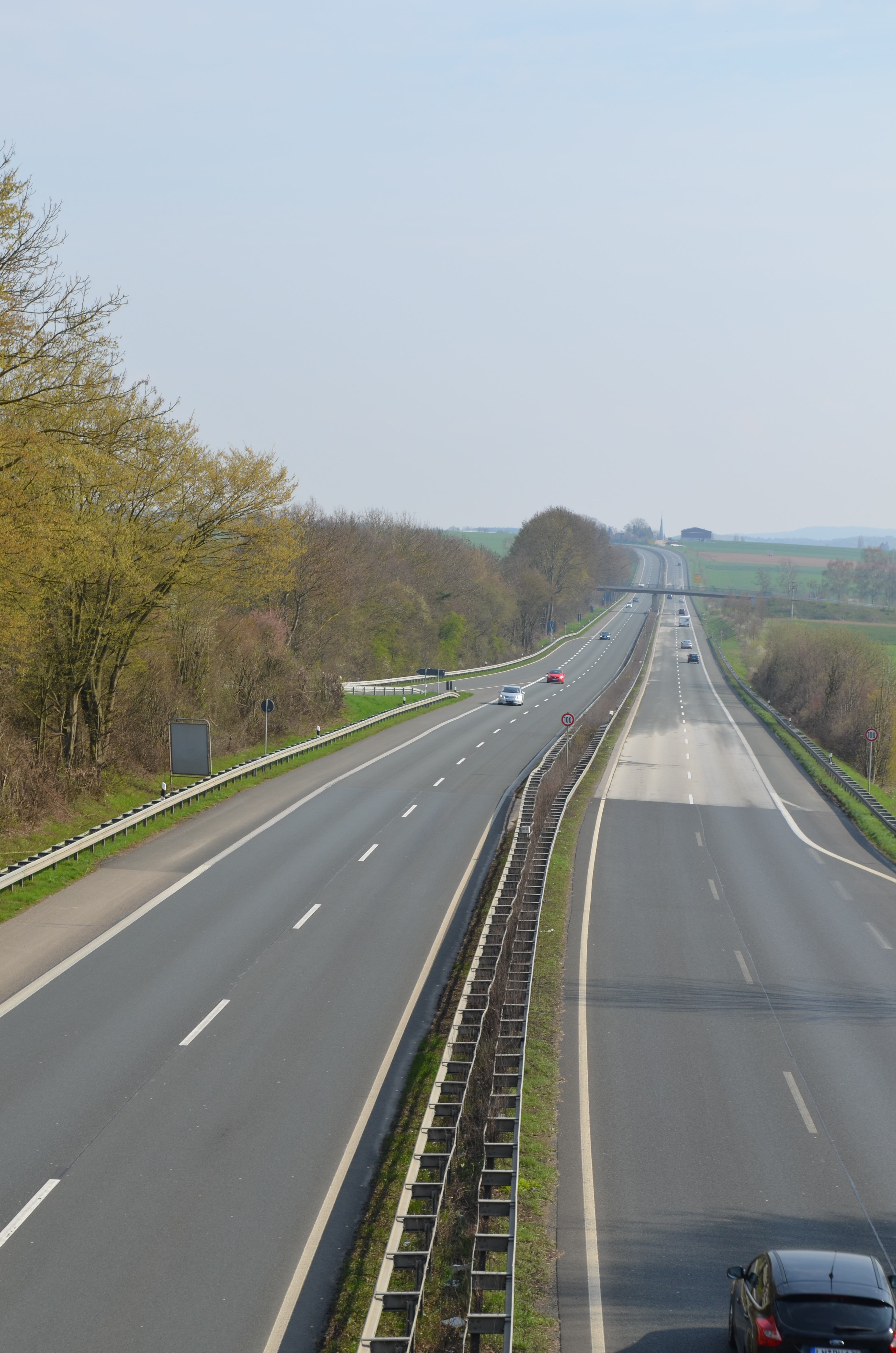
Lange Meil, Richtung Obertiefenbach (von Ahlbach gesehen)
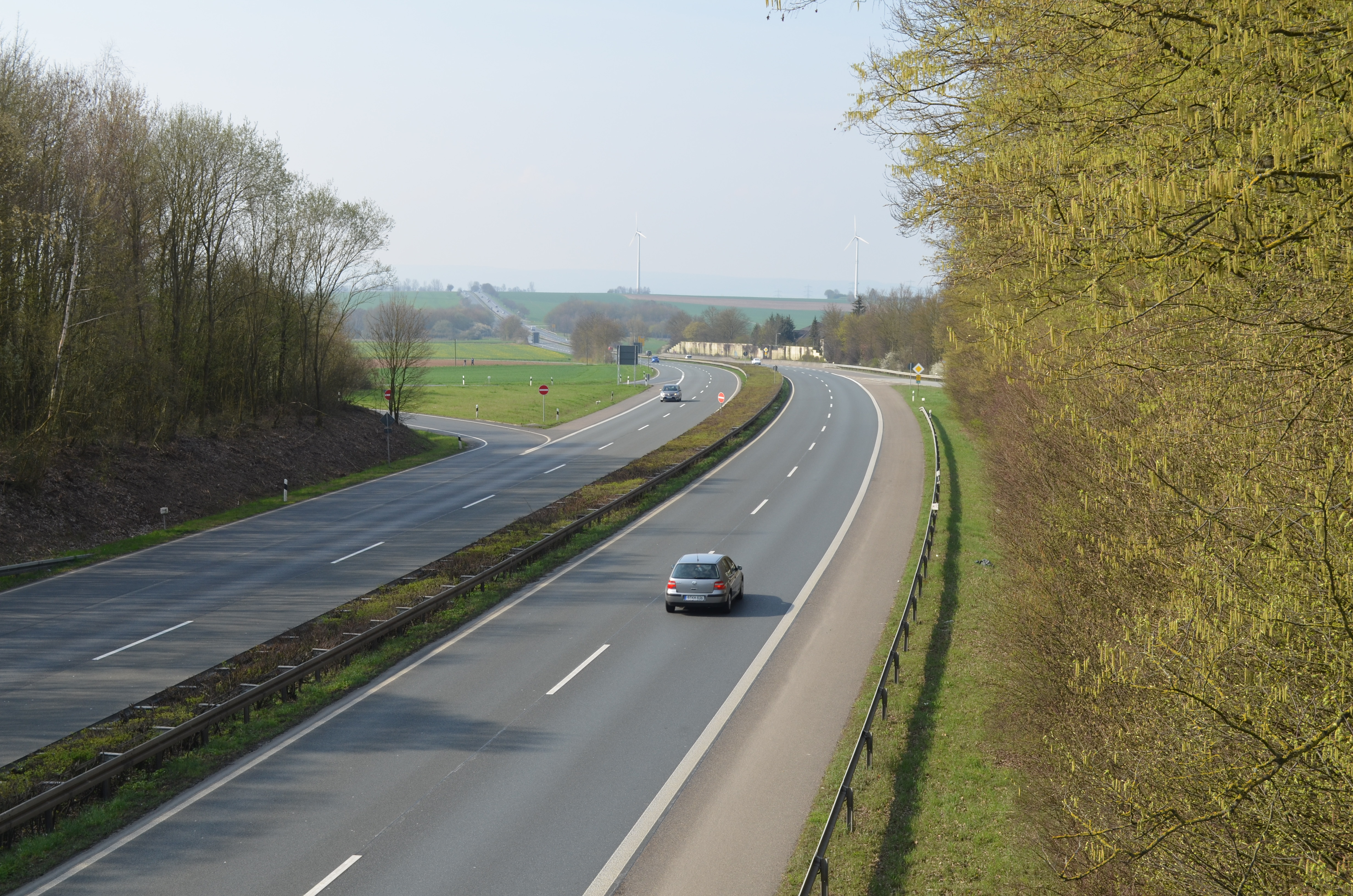
Lange Meil, Biegung bei Ahlbach (aus Richtung Obertiefenbach gesehen)
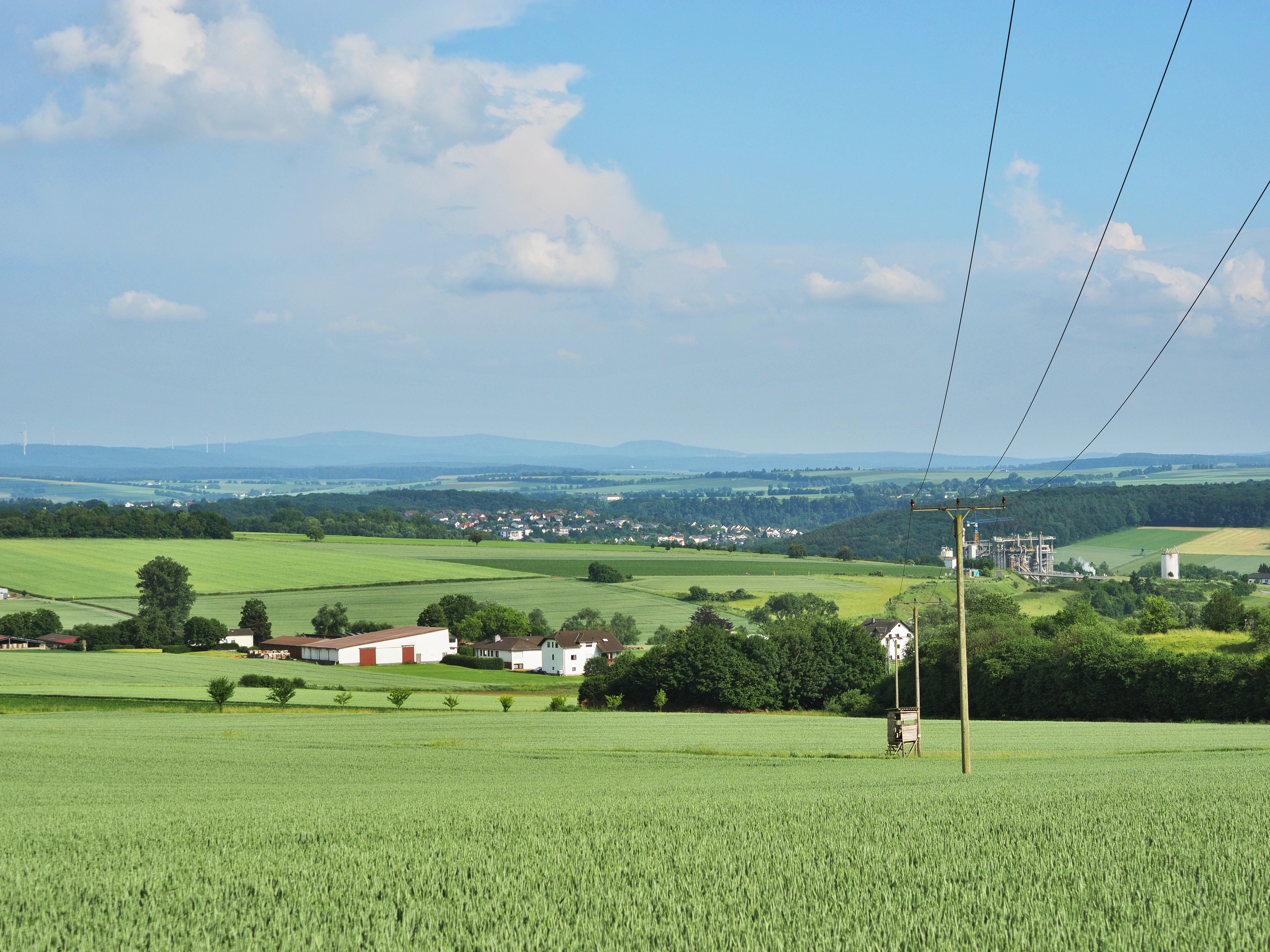
Blick von der Langen Meil bei Ahlbach südostwärts über das Lahntal zum Taunus